# دوره ایلخانان رقیب
دوره ایلخانان رویارو یا عصر ایلخانان رقیب دوره‌ای است، که پس از مرگ ابوسعید بهادرخان واپسین ایلخان، ایلخانان در ایران رقم خورد.
با نگرش به اینکه ابوسعید بهادرخان فرزند پسری از خود بر جای نگذاشت پس از او کسان فراوانی از خاندان ایلخانی، خانات ایلخانی را از آن خود دانستند و به زد و خورد با یکدیگر پرداخته، رویاروی هم قرار گرفتند و دورهٔ ایلخانان رویارو را در تاریخ ایران رقم زدند. عباس اقبال آشتیانی فهرست این ایلخانان را بدین شرح نقل کرده‌است:
۱- آرپاخان… بن اریق بن کابن تولوی ۷۳۶ (قمری)
۲- موسی‌خان بن علی بن بایدو شوال تا ۱۴ ذی‌حجهٔ ۷۳۶ (قمری)
۳- محمدخان… بن منگوتیمور بن هلاکو از ذی‌حجهٔ ۷۳۶ (قمری)
۴- ساتی‌بیگ دختر اولجایتو (خواهر ابوسعید بهادرخان) از ۷۳۹ تا ۷۴۶ (قمری)
۵- شاه‌جهان بن تیمور بن آلافرنگ بن گیخاتو از ۷۳۹ تا ۷۴۰ (قمری)
۶- سلیمان‌خان… بن یشموت بن هولاکو از ۷۴۱ تا ۷۴۵ (قمری)
۷- طغاتیمور خان از ۷۳۶ تا ۷۵۳ (قمری)
۸- انوشروان عادل از ۷۴۴ تا ۷۵۶ (قمری)